# Xã Cedar, Quận Benton, Iowa
Xã Cedar (tiếng Anh: Cedar Township) là một xã thuộc quận Benton, tiểu bang Iowa, Hoa Kỳ. Năm 2010, dân số của xã này là 526 người.